# Şahkulu

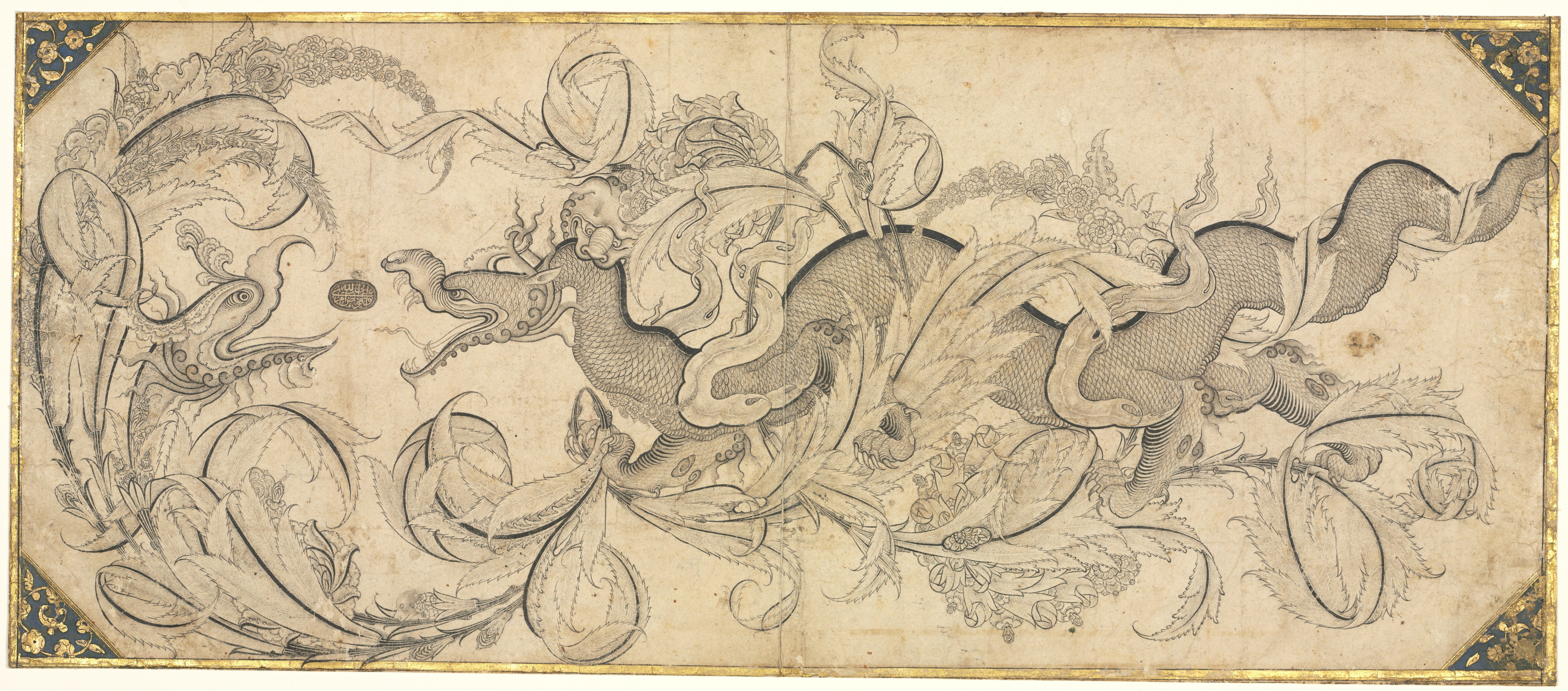
Ten rysunek smoka uwikłanego w wijące się listowie i atakowanego przez lwa podczas ataku na feniksa jest "niewątpliwie największym arcydziełem stylu [saz]" i jest on przypisywany Şahkulu Cleveland Museum of Art

Şahkulu, osm.  شیطان قولی (w formie perskiej: Szahgholi, Szahgholi-e Baghdadi) (zm. 1556) – osmański malarz, który odegrał wiodącą rolę w powstaniu stylu saz.
Styl saz, „w którym mityczne stworzenia wywiedzione ze źródeł chińskich i muzułmańskich wędrują przez zaklęte lasy składające się z przerośniętych, złożonych kwiatów i pierzastych liści, ma swoje odpowiedniki w sztuce Ak Kojunlu i safawidzkiego dworu w Tebrizie, gdzie Şahkulu uczył się od mistrza o imieniu Agha Mirak” (nie należy go mylić z Agha Mirakiem – znanym malarzem dworu Tahmaspa). 
Według Sama Mirzy Safawiego (który nie wspomina o jego migracji na ziemie Osmanów) Şahkulu pochodził z Komu. Jego imię jest wymienione w dokumencie znajdującym się w osmańskich archiwach pośród uczonych i rzemieślników, którzy zostali wygnani z Tebrizu do Stambułu przez Amasję 12 kwietnia 1515 roku, co było pokłosiem okupacji Tebrizu przez Osmanów po bitwie na równinie Czałdyran. Rejestr pałacowych rzemieślników z roku 1525/26 wymienia go jako głównego rysownika (ressam) stojącego na czele 29 artystów i 12 zatrudnionych tam uczniów, z wysoką dzienną pensją w wysokości 22 akçe. Miał się cieszyć uznaniem Sulejmana, któremu podarował rysunek rusałki (peri), otrzymując od sułtana w darze 2000 akçe oraz brokatowe kaftany i aksamity. Inny rejestr z tego samego roku dodaje, iż wstąpił on do stambulskiej nakkaş-hane („domu malarzy”) w roku 1520/21. W źródłach kolejny raz pojawia się w roku 1545/46 jako szef (sar buluk) anatolijskiej (rumi) sekcji nakkaş-hane (była to jedna z dwóch sekcji). Według relacji Mustafy Alego z 1586 roku Şahkulu otrzymał własne studio (gdzie sułtan lubił się przyglądać jego pracy) wraz z pozycją głównego malarza (nakkaş-başi) i pensją w wysokości 100 akçe (wysokość pensji jest prawdopodobnie przesadzona, ponieważ byłaby bez precedensu). Zgodnie z notatką na liście podarunków sułtana dla dworskich artystów z 1555/56 Şahkulu zmarł zanim dary mogły zostać mu przekazane. Jego najważniejszym uczniem był Kara Memi.
Rola Şahkulu w powstaniu stylu saz „jest wielkiej wagi, chociaż w sposób pewny można mu przypisać jedynie niewielką liczbę dzieł”. Sygnatura Şahkulu znajduje się na dwóch rysunkach tuszem: jednym (uszkodzony, Biblioteka Pałacu Topkapı, H. 2154, f. 2r) przedstawiającym smoka, który został włączony do albumu ze wstępem napisanym w roku 1544/45; drugim (Freer, 37.7) przedstawiającym lecącą rusałkę z kielichem i butlą wina (zobacz ilustracja poniżej). Trzeci rysunek z jego imieniem (Met., 57.51.26), także przedstawiający smoka, wydaje się być późniejszą kopią. Jego „wytworna faktura i silny zmysł projektancki, jak również dramatyczny ruch, są widoczne także w szeregu niesygnowanych rysunkach smoków i peri oraz studiach kwiatów i liści”. Znaczenie jakie jego imieniu przydawano w późniejszych czasach w historii osmańskiej sztuki sprawiło iż „powiązano je z wielką liczbą dzieł z różnych epok i różnych stylów, tak samo jak stało się w przypadku wielu «sygnatur» Rezy i Behzada”.

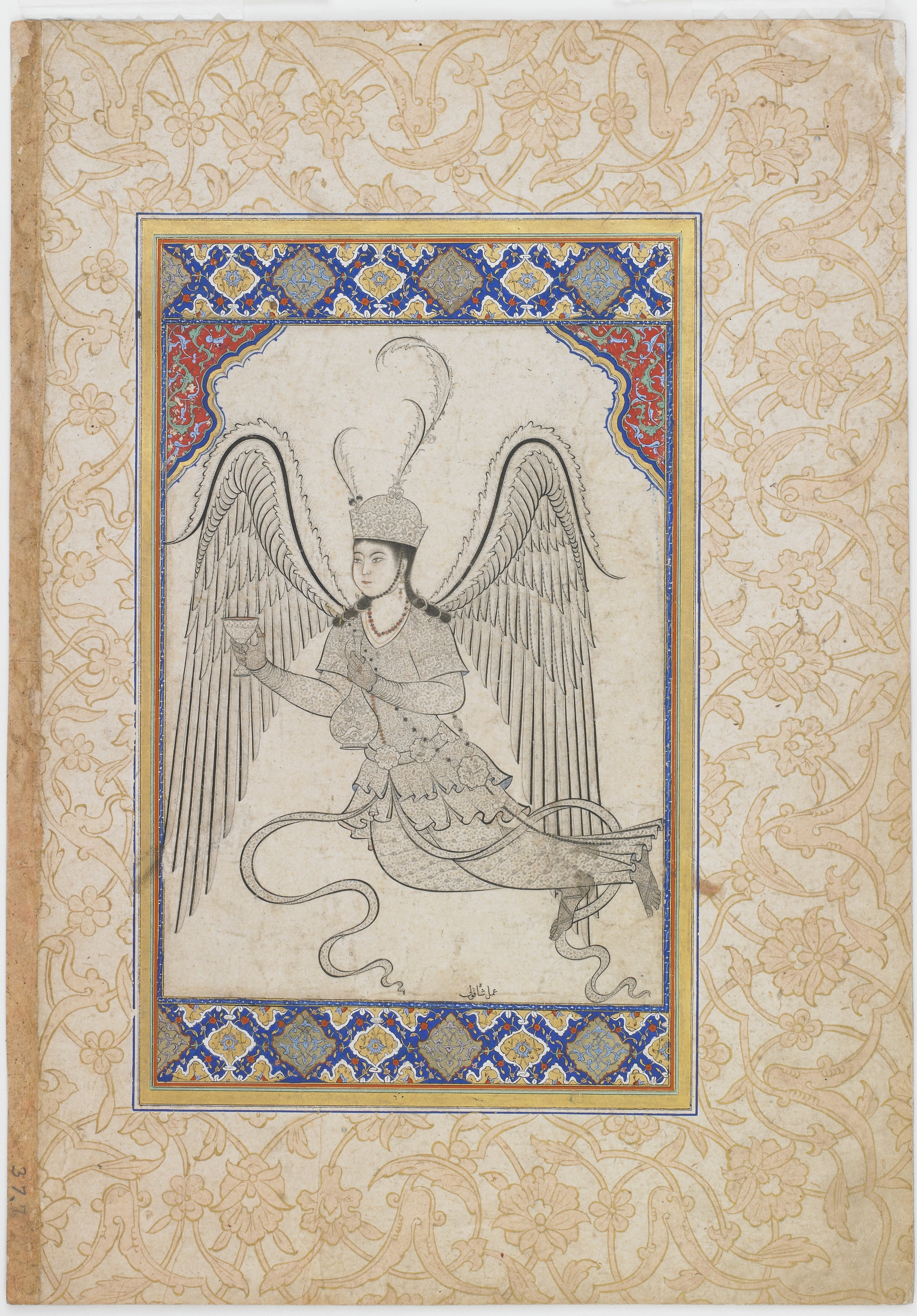
Lecąca rusałka (peri) z kielichem i butelką wina (sygnowane)[3]. Freer Gallery of Art
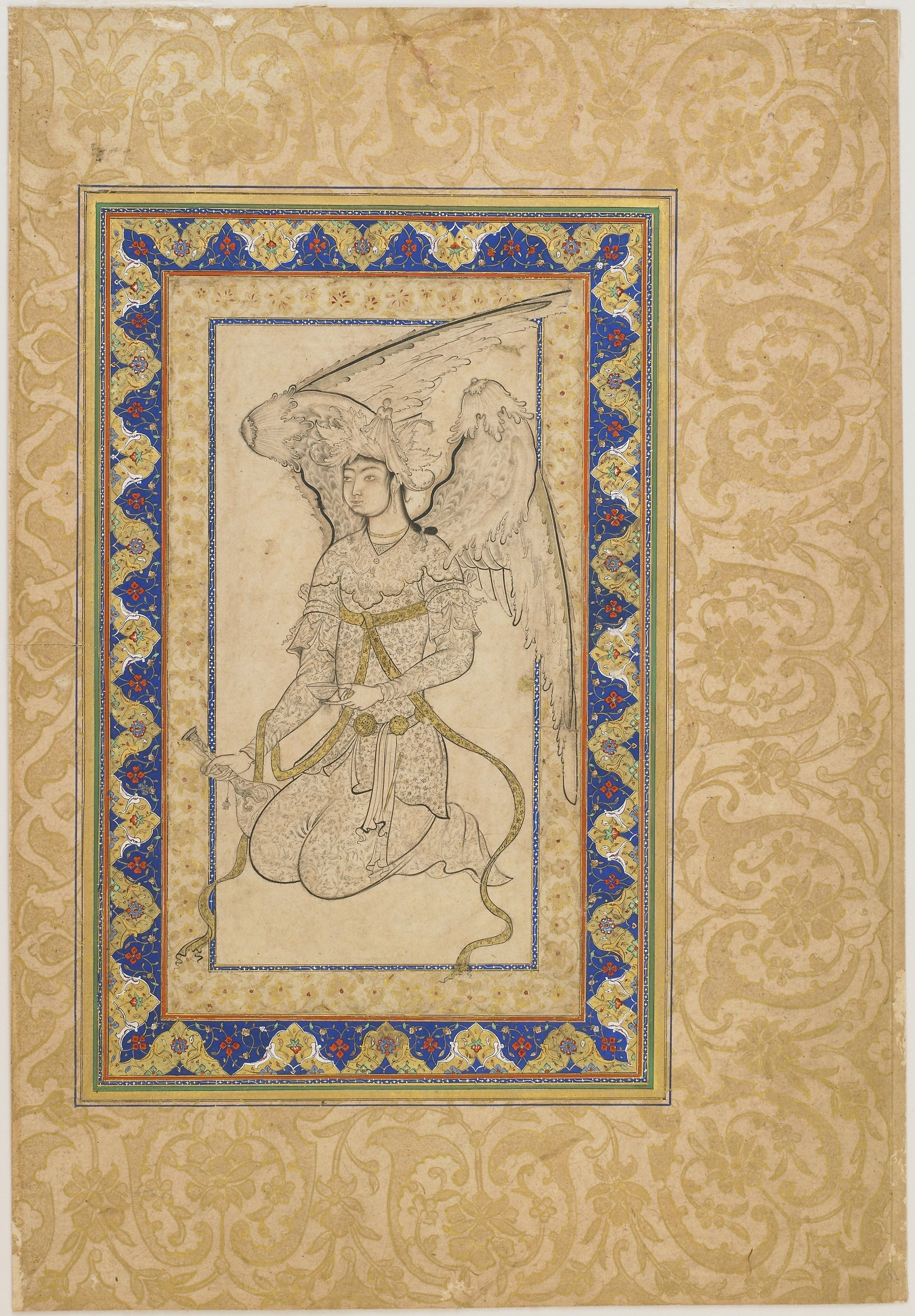
Klęcząca rusałka z kielichem i butelką (atrybucja)[10]. Freer Gallery of Art
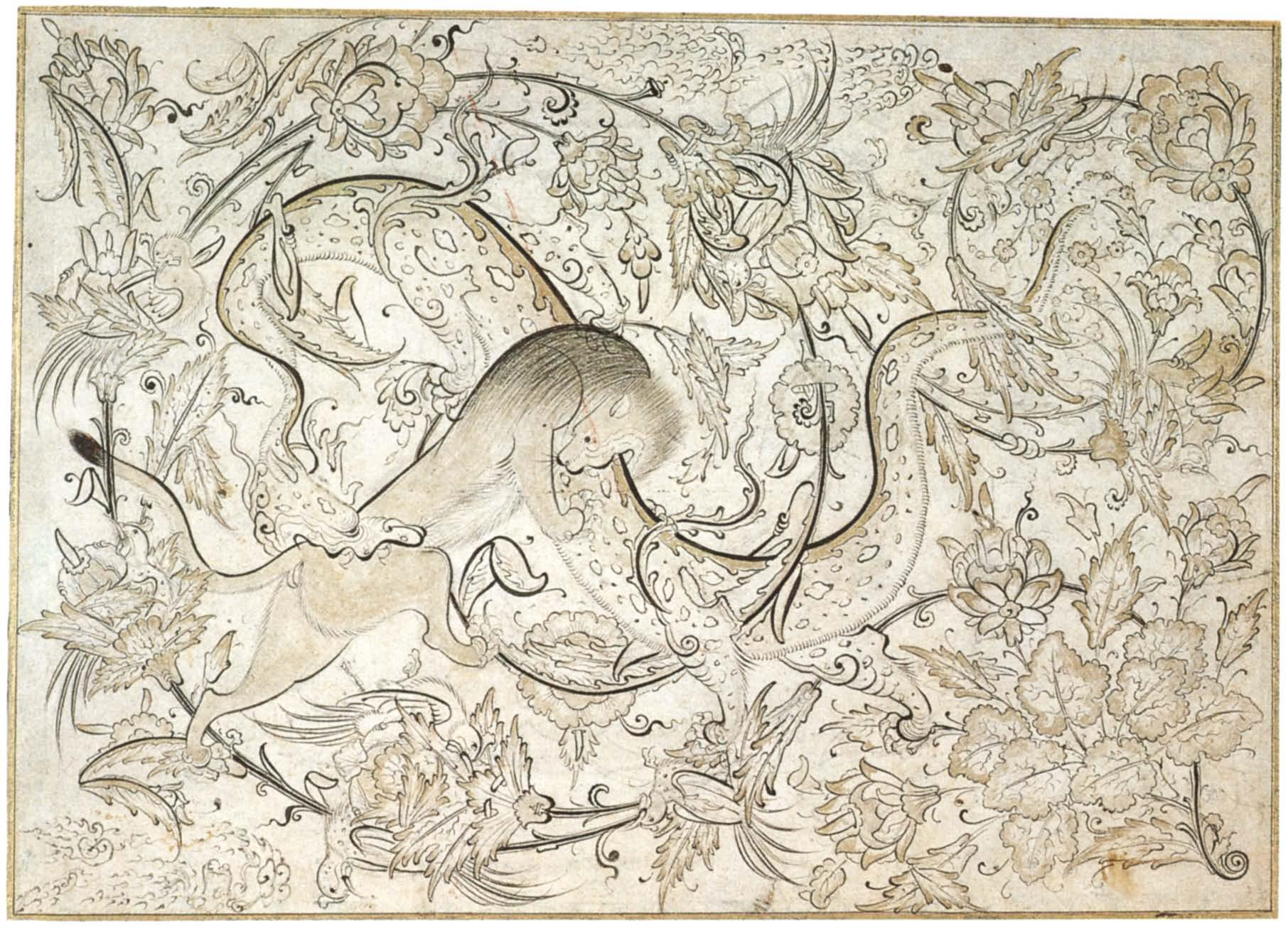
Walka pomiędzy smokiem a lwem (atrybucja)[11]. Biblioteka Pałacu Topkapı
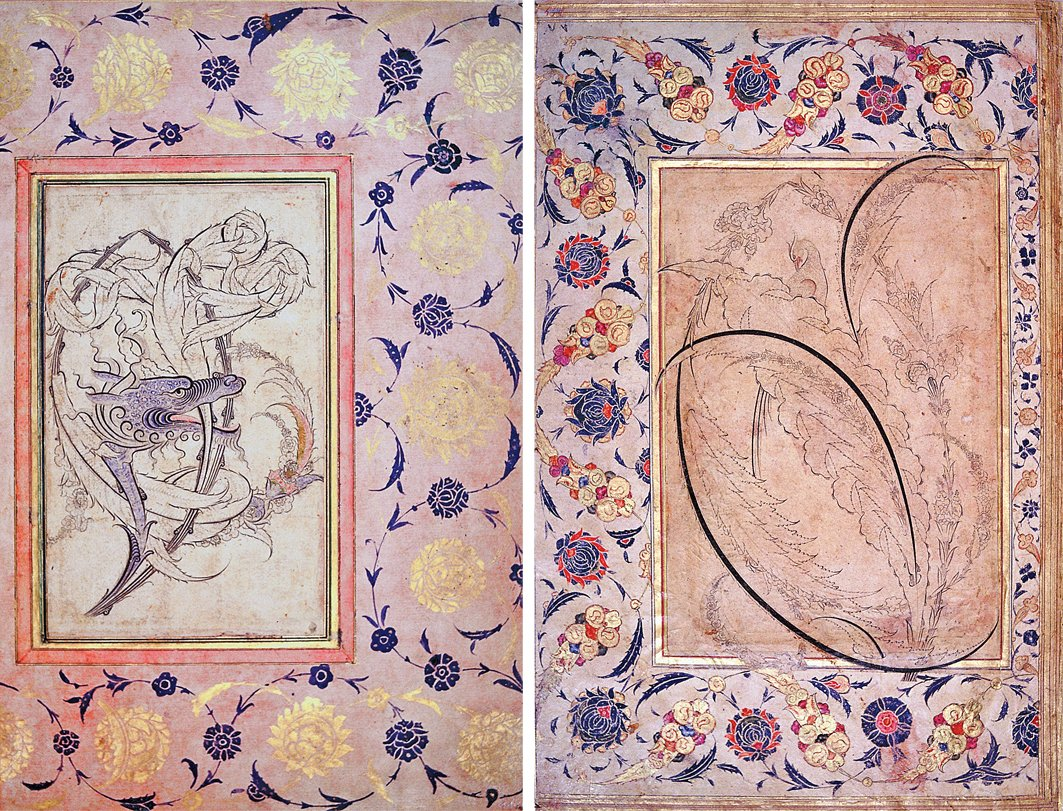
Dwie strony z albumu sułtana Murada III (atrybucja)[6]. Austriacka Biblioteka Narodowa
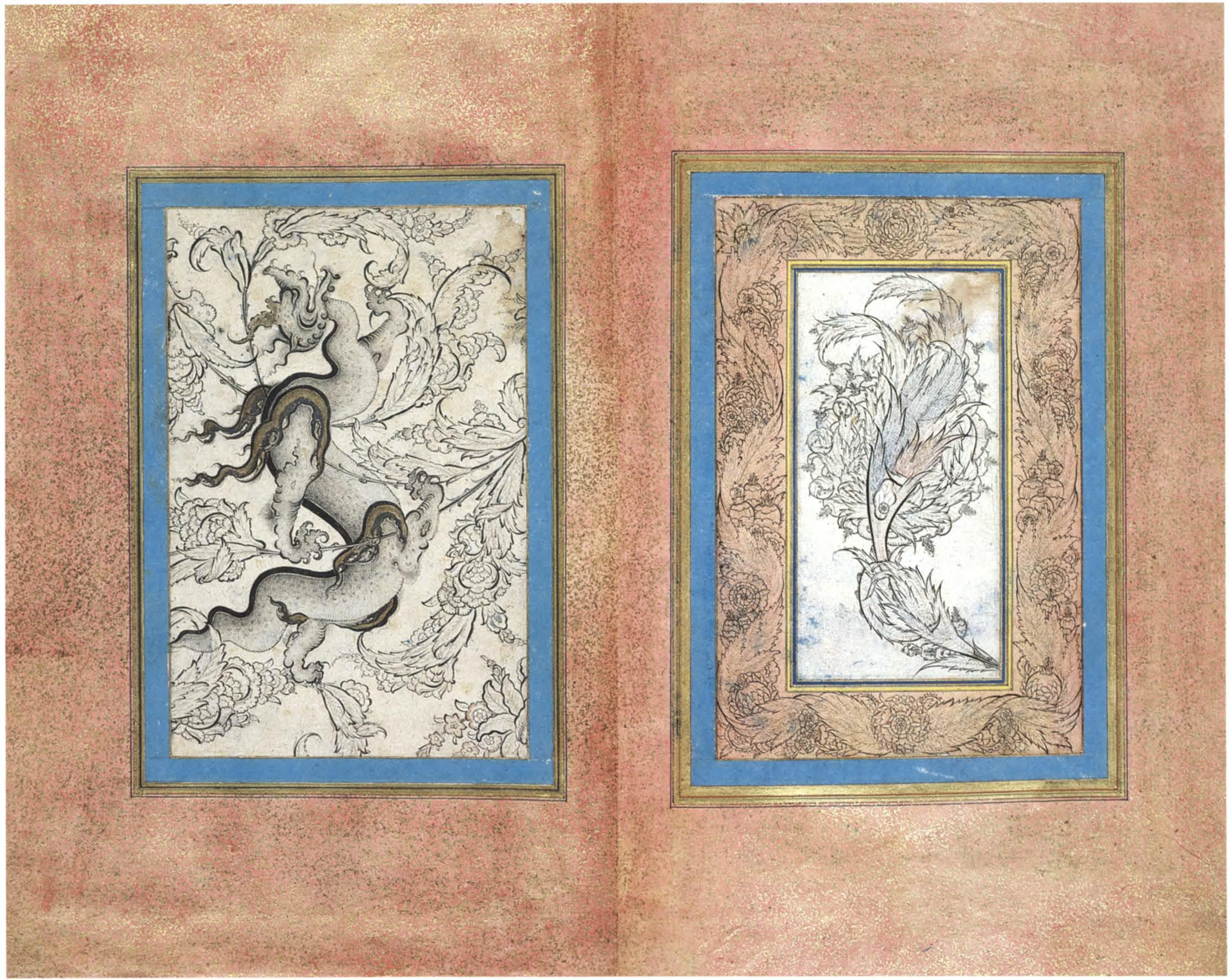
Smok i kwiaty. Bardzo prawdopodobne że te dwa rysunki wyszły spod ręki Şahkulu. Biblioteka Uniwersytetu Stambulskiego
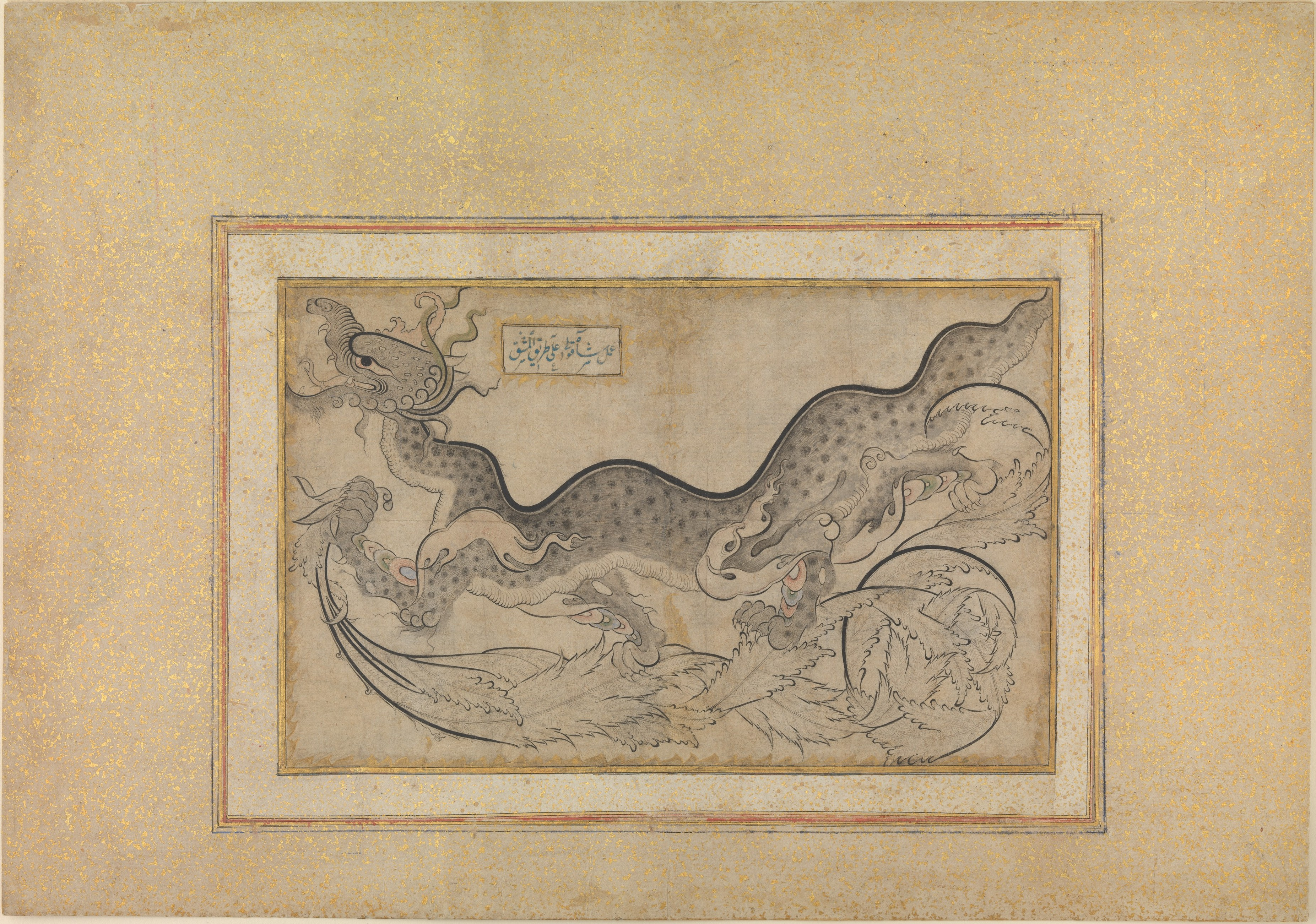
Późniejsza kopia rysunku smoka[3]. Metropolitan Museum of Art